# Akademie Musiktheater heute
Die Akademie Musiktheater heute (AMH) ist ein Förderprogramm der Deutsche Bank Stiftung für den Musiktheaternachwuchs, das seit 2001 besteht. Als zweijähriges interdisziplinäres Leadership-Programm vergibt die Akademie jährlich 15 Stipendien in sieben Sparten des Musiktheaters.,  es wurden bisher (Stand 5/2025) über 350 Alumni  gefördert.

## Geschichte
Die Akademie Musiktheater heute entstand aus einer Initiative des Dirigenten Titus Engel und des Musikwissenschaftlers Viktor Schoner. Zusammen mit dem damaligen Leiter der Salzburger Festspiele, Gérard Mortier, entwickelten sie Ende der 1990er Jahre das Konzept einer "Akademie Musiktheater heute – Berlin-Salzburg"
Diese Vorgängerorganisation wurde 1998 gegründet. Im Jahr 2001 übernahm die Deutsche Bank Stiftung die Idee als operatives Projekt und hat sie seitdem kontinuierlich weiterentwickelt und ausgebaut.

## Zielsetzung und Programm
Die AMH fördert junge Talente im Bereich Musiktheater und bietet ihnen die Möglichkeit, in einem zweijährigen Programm über den Tellerrand der eigenen Sparte hinauszublicken und eigene Ideen und Impulse für ein innovatives Musiktheater zu entwickeln
Das Programm umfasst Workshops in renommierten Opernhäusern und bei Festivals, Inszenierungsbesuche sowie Hintergrundgespräche mit Künstlerinnen, Künstlern und Leitungsteams in Deutschland und europaweit.

## Stipendienprogramm

### Geförderte Sparten
Die AMH vergibt jährlich 15 Stipendien in sieben verschiedenen Sparten des Musiktheaters:
- Bühnen- und Kostümbild
- Dirigieren
- Dramaturgie
- Komposition
- Kulturmanagement
- Libretto/Text
- Regie

## Festakt und Uraufführungen
Ein besonderer Höhepunkt des Stipendiums ist der jährliche Festakt, bei dem Musiktheaterminiaturen präsentiert werden, die von den Stipendiatinnen und Stipendiaten eigens für diesen Anlass in einem kollektiven Prozess entwickelt wurden
Seit 2019 kooperiert die AMH mit dem Ensemble Modern und der Hochschule für Musik und Darstellende Kunst Frankfurt (HfMDK) für die Uraufführungen beim Festakt.

### Ménage-à-trois (2019)
- LILITH (Manuel Zwerger)
- A Safe and special Place (Thierry Tidrow)
- Wiener Ménage (Carl Tertio Druml)

### Stresstest (2021)
- A Woman in Labor (Patrick T. Schäfer)

- Studies of Duration (Philipp Lossau)
- Icaro (Alessandro Baticci)

### Mind the Gap (2022)
- Die goldene Platte (Sergey Kim)

- Vanishing Point (Thierry Tidrow)
- Timesnacks (Jadwiga Maria Frej)

### Take a Stand (2023)
- no-mads (Cong Wei)
- Ich, Elektra (Aigerim Seilova)

- No Choice! (Katharina Roth)

### Schere Herz Papier (2024)
- MOIRA (Sina Fani Sani)
- Schweig still, mein Stein (Tanja Elisa Glinsner)
- Sleeping beauty (Helena Cánovas Parés)

## Finanzierung und Trägerschaft
Die Akademie Musiktheater heute wird von der Deutschen Bank Stiftung getragen, die das Programm seit 2001 als operatives Projekt führt.
Die Stiftung stellt die finanziellen Mittel für die Stipendien und die Organisation der Workshops, Inszenierungsbesuche und den jährlichen Festakt zur Verfügung.